# 蠶叢
蠶叢（？—？），又稱蠶叢氏，蜀國首位稱王的人，他是位養蠶專家，據說他的眼睛跟螃蟹一樣是向前突起，頭髮在腦後梳成「椎髻」，衣服樣式的左邊是斜著分了叉的，最早他居住岷山石室中。後來蠶叢為了養蠶事業。率領部族從岷山到成都居住。
在夏桀十四年，夏桀派大將軍扁攻打蠶叢和有緡氏，於是蠶叢跟有緡氏說用美女來讓夏桀沒有打戰的心情，果然夏桀被美女迷惑後，宣佈要回到朝廷。
西周時期，蠶叢被其他部落打敗後，蠶叢的子孫後代，都各別逃到姚和雟（兩地於今四川西昌一帶），最後由新勢力魚鳧來結束這次戰爭。